# ウイン
株式会社ウイン（Win Co. Ltd.）は、日本中央競馬会に馬主登録をしているクラブ法人である。愛馬会法人「株式会社ウインレーシングクラブ」より匿名組合契約に基づく競走馬の現物出資を受けて、中央競馬などの競走に出走させている。
勝負服の柄は赤、黒縦縞、白袖赤一本輪、冠名にはクラブ名より「ウイン」を用いる。かつては「株式会社未来競馬」と呼ばれていた。

## 歴史
- 2002年 - ウインブレイズがカブトヤマ記念を制し、重賞初制覇。
- 2003年 - ウインクリューガーがNHKマイルカップを制し、GI競走初制覇。
- 2011年7月 - 代表者が大迫正善（大迫忍の長男[2]）から岡田義広に変更された[1]。

## 主な所有馬

### 現役馬
- ウインマーベル - 2022年葵ステークス、2023年阪神カップ、2024年阪急杯、京王杯スプリングカップ
- ウインカーネリアン - 2022年関屋記念、2023年東京新聞杯[3]
- ウイングレイテスト - 2023年スワンステークス

### 引退馬
- ウイングランツ - 2005年ダイヤモンドステークス
- ウインジェネラーレ - 2004年日経賞
- ウインブレイズ - 2002年カブトヤマ記念、福島記念、2003年鳴尾記念
- ウインマーベラス - 2003年京都ジャンプステークス、小倉サマージャンプ、阪神ジャンプステークス、京都ハイジャンプ
- ウインラディウス - 2004年東京新聞杯、京王杯スプリングカップ、2005年富士ステークス
- ウインクリューガー - 2003年アーリントンカップ、NHKマイルカップ
- ウインレジェンド - 2006年葵ステークス
- ウインバリアシオン - 2011年青葉賞、2014年日経賞[4]
- ウインマーレライ - 2014年ラジオNIKKEI賞[5]
- ウインプリメーラ - 2016年京都金杯[6][7]
- ウインフルブルーム - 2015年京都金杯[8]
- ウインガニオン - 2017年中京記念[9]
- ウインムート - 2018年兵庫ゴールドトロフィー、2019年さきたま杯
- ウインテンダネス - 2018年目黒記念
- ウインブライト - 2017年スプリングステークス、福島記念、2018年中山記念、2019年中山金杯、中山記念、クイーンエリザベス2世カップ、香港カップ
- ウインキートス - 2021年目黒記念[10]
- ウインマイティー - 2022年マーメイドステークス
- ウインマリリン - 2020年フローラステークス、2021年日経賞、オールカマー、2022年香港ヴァーズ

## ウインレーシングクラブ（愛馬会法人）
代表者は岡田亜希子。前代表は大迫基弘で、2011年7月に変更された。
かつては東日本愛馬会と呼ばれていた。